# Anthony Rooley
Anthony Rooley (* 10. Juni 1944 in Leeds) ist ein englischer Lautenist, Gitarrist und Musikpädagoge. Er ist Spezialist für Alte Musik und gründete 1969 das Ensemble The Consort of Musicke.

## Leben
Anthony Rooley studierte klassische Gitarre bei Hector Quine an der Londoner Royal Academy of Music, wo er auch von 1969 bis 1971 als Lehrer für Laute und klassische Gitarre wirkte. Parallel dazu begründete er zusammen mit dem US-amerikanischen Lautenisten James Tyler das insbesondere auf alte englische Musik fokussierte Instrumental-Ensemble The Consort of Musicke, dessen künstlerischer Leiter er seither war. Das Ensemble, das zumeist auch mit Vokalsolisten wie Evelyn Tubb und Emma Kirkby zusammenarbeitete, präsentierte in den Anfangsjahren vor allem weltliche Musik der späten Renaissance und des frühen Barocks, setzte seinen Schwerpunkt ab Ende der 1970er Jahre insbesondere auf Madrigalmusik. Bis heute (April 2011) ist Rooley in öffentlichen Konzerten und Schallplattenaufnahmen vertreten. Daneben war und ist er auch weiter als Lehrer tätig. So unterrichtet er seit 1990 regelmäßig an der Basler Schola Cantorum Basiliensis. Ebenso hat er eine Gast-Professur beim Orpheus-Instituut im belgischen Gent inne.